# جلال‌آباد (آزادشهر)
جلال آباد، روستایی است از توابع بخش مرکزی شهرستان آزادشهر در استان گلستان ایران.

## جمعیت
این روستا در دهستان نظام‌آباد قرار دارد و براساس سرشماری مرکز آمار ایران در سال ۱۳۸۵، جمعیت آن ۱۰۴۴ نفر (۲۴۵خانوار) بوده‌است.